# 五穀
五穀（ごこく）とは、五種の主要な穀物を指す。

## 概要
その内容は時代や地域によって違っており、一定していない。「穀物」の範疇に含まれない栽培作物、食用以外にも応用できる重要な栽培作物を「五穀」に加える例もあった。豆や麻などがしばしば五穀に挙げられたのはその典型である。
また具体的な五種を指さず、「五穀豊穣」（穀物が豊かに実ること）のように穀物全般の総称として用いられることもある。

## 種類
日本
日本においては、「いつつのたなつもの」あるいは「いつくさのたなつもの」とも読む。古代からその内容は一定していない。現代においては、米・麦・粟・豆・黍（きび）または稗（ひえ）を指すことが多い。いずれも代表的な人間の主食である。これら五種をブレンドした米を五穀米（ごこくまい）と呼ぶ。
- 稲・麦・粟・大豆・小豆（『古事記』）
- 稲・麦・粟・稗・豆（『日本書紀』）

また五穀は密教の修行で使われた五種の食物を言うこともある。
- 稲穀・大麦・小麦・菉豆・白芥子 - 『成就妙法蓮華経瑜伽智儀軌』
- 大麦・小麦・稲穀・小豆・胡麻 - 『建立曼荼羅護摩儀軌』

近世に入ると、重要な作物の意味で「五穀」の言葉が用いられ、必ずしも5種類に限定されなくなる。
- 米・麦・粟・黍・稗 - 『日葡辞書』
- 稲・畠稲・麦・小麦・蕎麦・粟・黍・蜀黍・稗・大豆・赤小豆・緑豆・蚕豆・豌豆・ささ豆・へん豆・刀豆・胡麻・よくい - 『農業全書』

主食を米としつつも、その生産の不安定さや価格より、他の穀物や野菜類を混ぜた飯が食されることが多かった日本では「穀物の絶対視」という食物観が生み出されず、五穀と雑穀の区別が希薄だったとする指摘や、定住農民によって必要な作物を挙げたもので、現代的な穀類とは異なり深刻な食料事情を背景としていること、更に食べることだけではなく燃料や衣服など生きるために必要なものが挙げられてきたことを指摘する考えもある。
 中華人民共和国

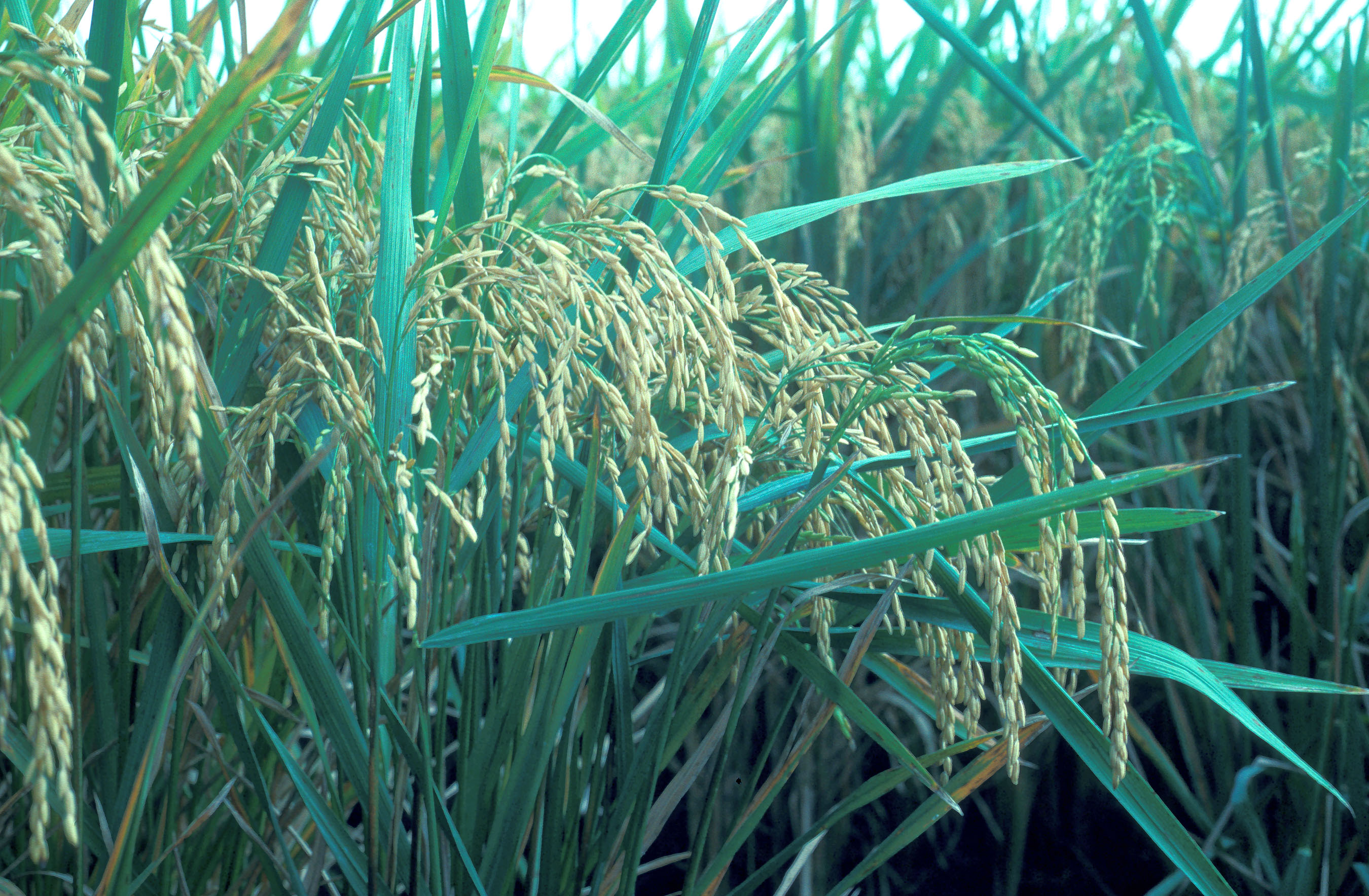
稻

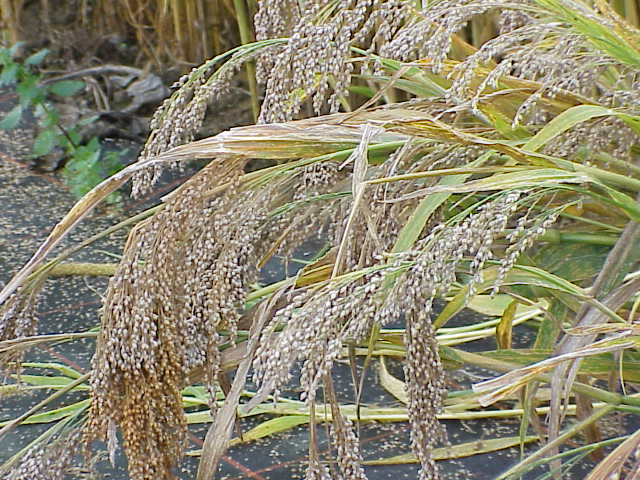
黍

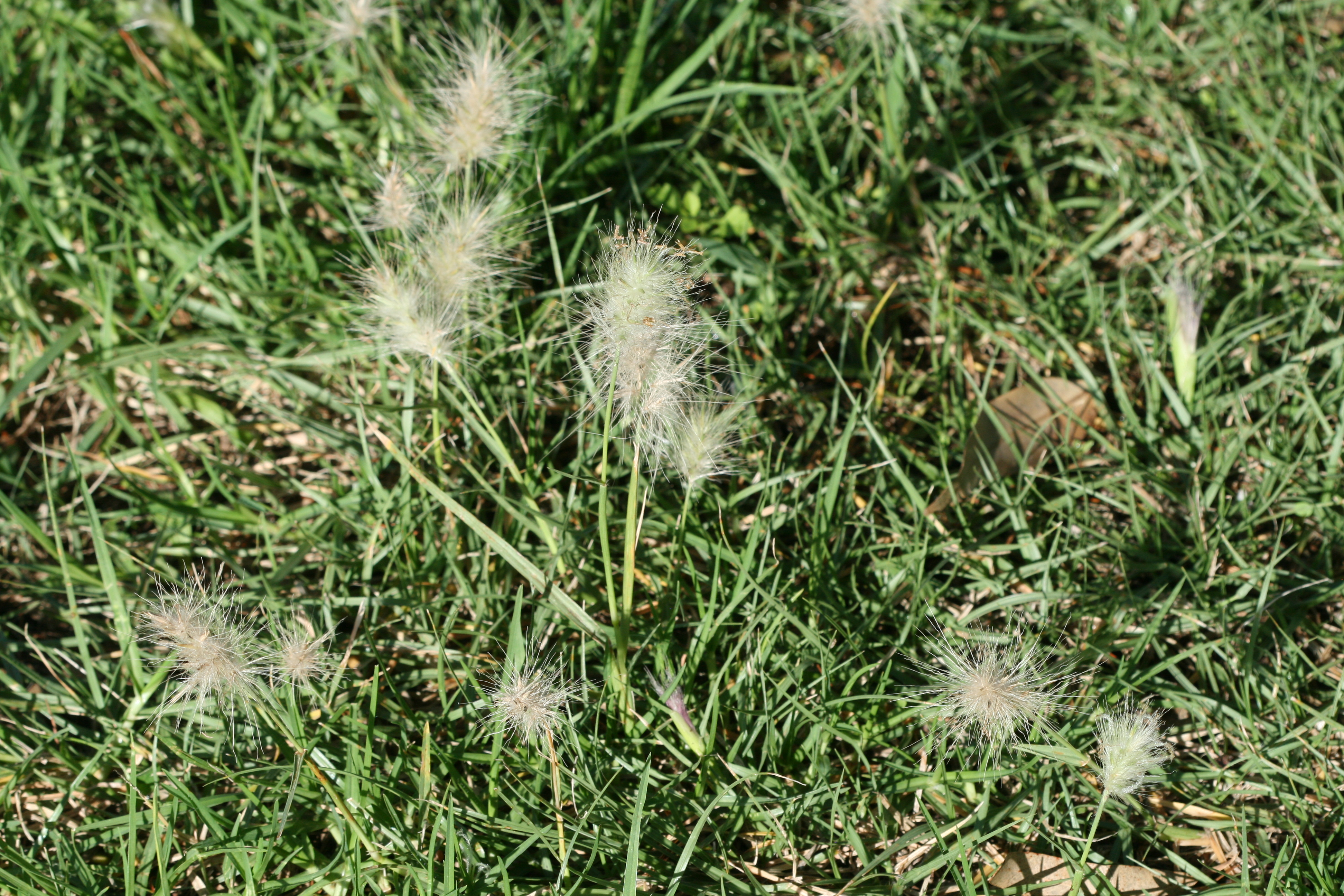
稷

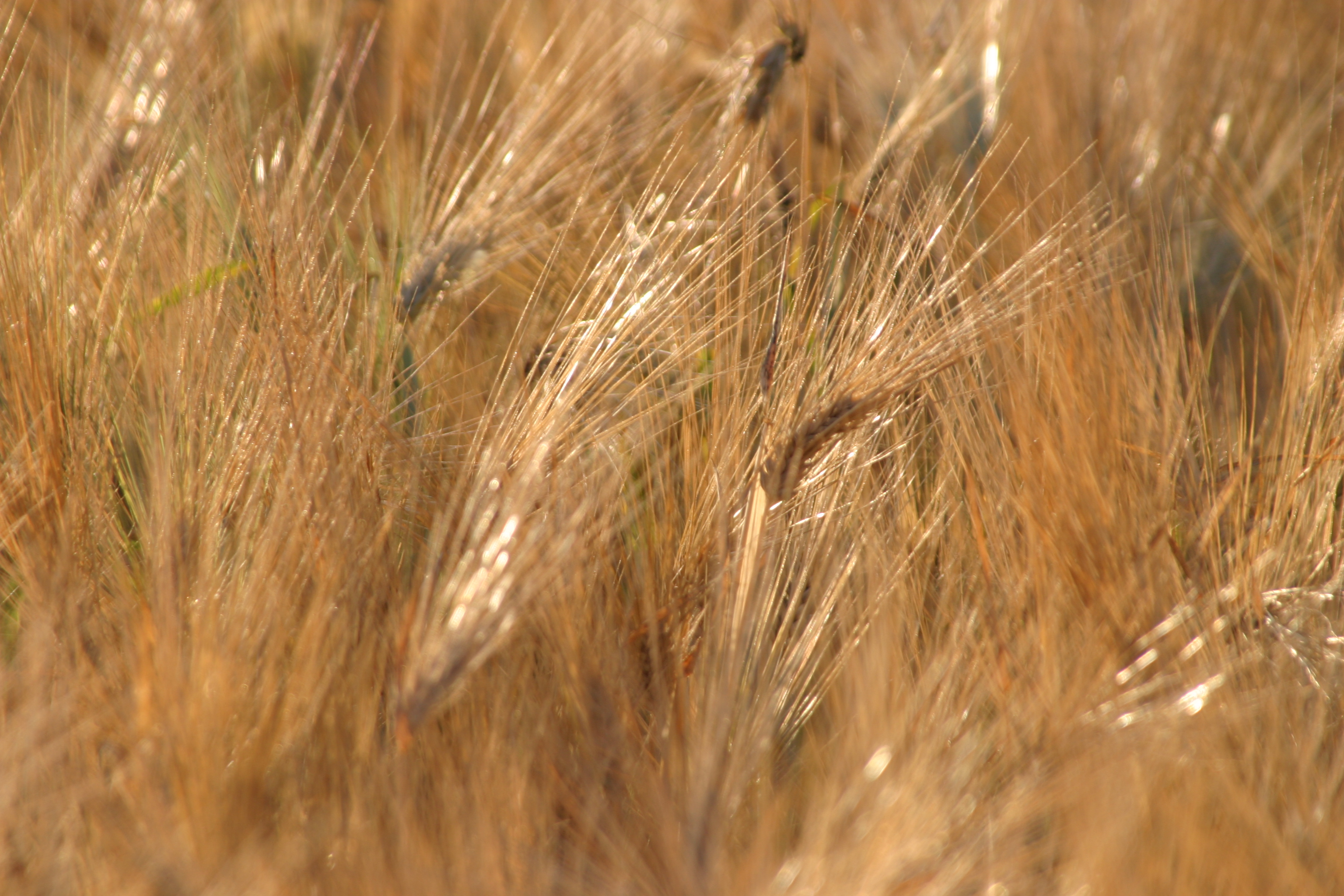
麦

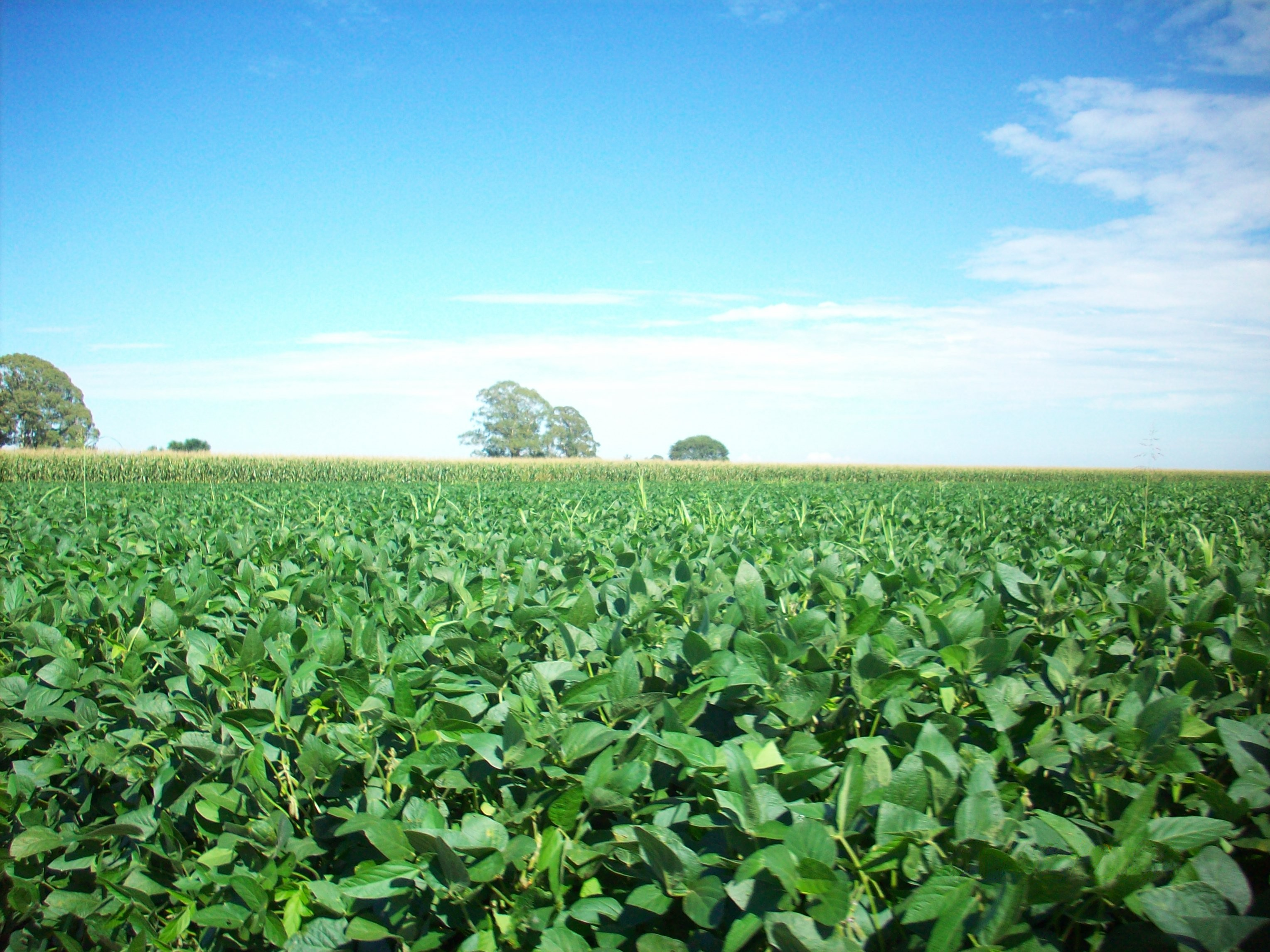
菽

古代中国においては五行説にもとづき5で事物を総括する習慣があり、五穀といっても形式的なもので、その解釈は古来から一定しなかった。
- 麻・黍・稷・麦・豆 - 『周礼』天官・疾医の鄭玄注にある。また『大戴礼』曾子天円の廬辯の注では「豆」が「菽」とされている。菽は大豆とも豆類の総称とも言われる。なお稷には諸説あり、アワ、キビ（うるち）、コーリャンなどとされる。
- 稲・黍・稷・麦・菽 - 『孟子』滕文公上の趙岐注にある。
- 稲・稷・麦・豆・麻 - 『楚辞』大招の王逸注。
- 粳米・小豆・麦・大豆・黄黍 - 『黄帝内経素問』蔵気法時論の王氷注。

また、それに1つ加えて六穀（稲・黍・稷・粱・麦・菽）とする考えも存在した（『周礼』春官・小宗伯の鄭玄注では菽の替わりに苽をあてる）。

## 十穀
五穀と同様に、十穀（じっこく）というものもあるが、数も多くなるため諸説あり、一定しない。また、近年の健康食ブームにより独自のブレンドによる「十穀○○○」といった商品が多く発売され、さらに複雑化している（この場合は日本古来のものに限らず、穀物なら何でもミックスされる傾向がある）。特定のものではなく穀物全般、あるいは食物全般のことを指すこともある。
具体的には以下のようなものを指す。
米、米（玄米）、黒米、赤米、小麦、大麦、大麦（押し麦）、大麦（米粒麦）、大麦（もち麦）、はとむぎ、粟、稗、黍、たかきび、大豆、黒豆、小豆、緑豆、トウモロコシ、ソバ、黒ごま、白ごま、クコ、アマランサス、キヌア
仏教においては修験者の行に「五穀断ち」「十穀断ち」というものがある。

## 名称を利用した商品
「五穀米」という登録商標で雑穀米ブレンド商品が石川商店から発売されている。